# Щербаков Сергій Георгійович
Сергій Георгійович Щербаков (21 вересня 1925, село Успеновка, тепер Володарського району Астраханської області, Російська Федерація — 15 червня 1992, місто Москва) — радянський державний діяч, міністр освіти СРСР. Кандидат у члени ЦК КПРС у 1986—1990 роках. Кандидат технічних наук (1962), доктор технічних наук (1972).

## Життєпис
Народився в родині рибака. У 1941—1942 роках — учень, помічник моториста моторно-риболовной станції в Астраханській області.
У 1942—1947 роках — у Червоній армії, учасник німецько-радянської війни. Рядовий 190-го стрілецького полку, курсант окремого навчального батальйону 36-ї стрілецької дивізії, курсант курсів молодших лейтенантів, командир взводу розвідників 106-го стрілецького полку 36-ї стрілецької дивізії, командир роти автоматників 106-го полку, командир навчальної роти 78-го механізованого полку 21-ї механізованої дивізії.
Член ВКП(б) з 1944 року.
У 1947—1951 роках — учень Астраханського нафтового технікуму.
У 1951—1956 роках — студент Московського інституту нафтохімічної і газової промисловості імені Губкіна.
У 1956—1960 роках — аспірант Московського інституту нафтохімічної і газової промисловості імені Губкіна. Одночасно в 1958—1959 роках — стажист Каліфорнійського університету в Берклі.
У 1960—1961 роках — асистент, старший викладач, доцент кафедри транспорту і зберігання нафти та газу, одночасно секретар партійного комітету Московського інституту нафтохімічної і газової промисловості імені Губкіна.
У 1961—1963 роках — 2-й секретар, у 1963—1965 роках — 1-й секретар Октябрського районного комітету КПРС міста Москви.
У 1965—1974 роках — заступник завідувача, в 1974—1984 роках — 1-й заступник завідувача відділу науки і навчальних закладів ЦК КПРС.
20 грудня 1984 — 5 березня 1988 року — міністр освіти СРСР.
З березня 1988 року — персональний пенсіонер союзного значення в Москві.
Помер 15 червня 1992 року в Москві. Похований на Троєкуровському цвинтарі.

## Нагороди і звання
- орден Леніна (1985)
- орден Жовтневої Революції (1975)
- орден Вітчизняної війни І ст. (1985)
- орден Вітчизняної війни ІІ ст. (1944)
- орден Дружби народів (1981)
- два ордени Трудового Червоного Прапора (1967, 1971)
- два ордени Червоної Зірки (1943, 1947)
- медаль «За оборону Сталінграда»
- медаль «За взяття Будапешта»
- медаль «За перемогу над Німеччиною у Великій Вітчизняній війні 1941—1945 рр.»
- медалі
- «Відмінник вищої школи»
- «Відмінник нафтової і газової промисловості СРСР»
- почесний енергетик СРСР
- почесний нафтовик СРСР